# 雊瞀県
雊瞀県（こうぼう-けん）は、中華人民共和国河北省にかつて存在した県、現在の張家口市蔚県北東部に相当する。
前漢により設置され、西晋により廃止された。